# Vojkovce
Vojkovce (in ungherese Vojkfalva, in tedesco Wojkensdorf) è un comune della Slovacchia facente parte del distretto di Spišská Nová Ves, nella regione di Košice.